# Marie Rovsing
Marie Rovsing (født Marie Schack den 11. november 1814 i Sengeløse, død 25. september 1888 i København) var en dansk kvindesagsforkæmper.
Marie Rovsing var i perioden 1871-88 medlem af Dansk Kvindesamfunds bestyrelse, i årene 1883-87 som formand. I sit virke for kvindesagen var Marie Rovsing særlig aktiv for at etablere en håndværkerskole for kvinder. Ved sin død havde hun testeret sin formue til et legat for kvindelige håndværkere, "Fru Marie Rovsing, født Schacks Mindelegat for Kvinders haandværksmæssige Uddannelse", hvilket legat bl.a. støttede danmarks to første landets første kvindelige snedkere under disses uddannelse.
Hun var søster til Hans Egede Schack og til kvindesagsforkæmperen Hansine Pauline Andræ.